# Bakuriani
Bakuriani (georgisch ბაკურიანი) ist ein Ferienort in der georgischen Verwaltungsregion Samzche-Dschawachetien.

## Geografie
Bakuriani liegt auf 1700 m ü. NN an der nördlichen Abdachung des Trialeti-Gebirgszugs im Kleinen Kaukasus. Der Ort gilt als Georgiens „Wintersport-Hauptstadt“. Im Sommer ist er bei Wanderern beliebt.
Der Ort ist von Nadelwäldern umgeben, in denen die Kaukasus-Fichte dominiert. Er liegt in der Bakuriani-Senke, die eine sogenannte Caldera ist. Der Boden besteht aus der Lava des Mucheri-Vulkans. Das Klima ist relativ feucht. Die Sommer sind lang und warm, die Winter kalt. Ab November fallen bis zu 64 cm Schnee. Die durchschnittliche Jahrestemperatur beträgt 4,3 °C, im Januar beträgt sie −7,3 °C und im August 15 °C. Die jährliche Niederschlagsmenge beträgt 734 mm.

## Geschichte
Ab dem Beginn des 20. Jahrhunderts wurden in Bakuriani Hotels errichtet, nachdem die Schmalspurbahn Bordschomi–Bakuriani 1902 ihren Betrieb aufnahm. Zu sowjetischen Zeiten kamen Sanatorien und Erholungsheime hinzu. Die Gebäude wurden nach der Unabhängigkeit Georgiens 1991 privatisiert und inzwischen modernisiert. Georgiens neue Oberschicht hat sich hier pompöse Villen errichtet.

## Wintersport und Wanderurlaub

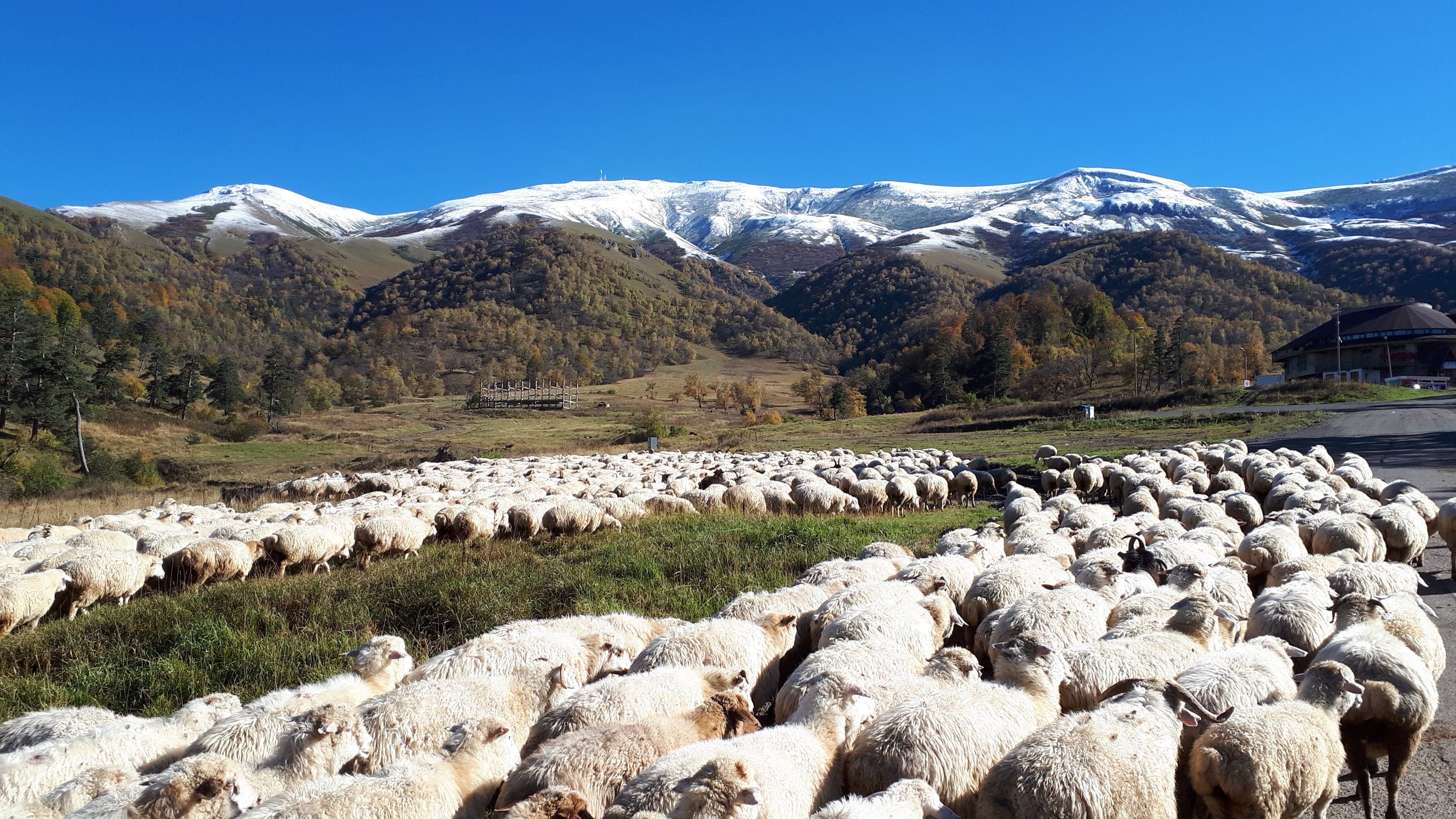
Bakuriani ist ganzjährig ein oft besuchter Urlaubsort, im Winter mit gut erschlossenen Skipisten (im Hintergrund), im Sommerhalbjahr als Wandergebiet.

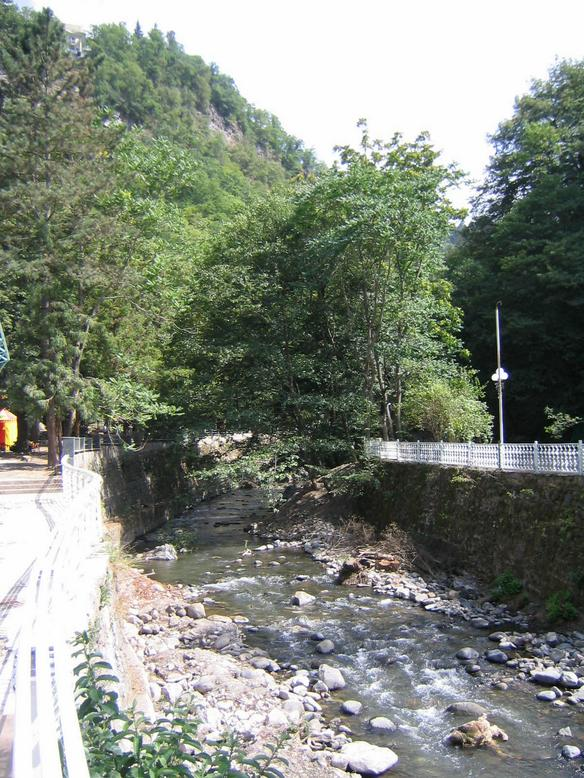
Bakuriani im Sommer

Im Ort befindet sich die Sprungschanze Sakartwelo. Im Winter beherbergt der Ort rund 2000 Feriengäste. Die weiße Saison beginnt im November und endet im März. Der Schwierigkeitsgrad der Pisten am Hausberg Kochta Gora (dt. „Schöner Berg“, 2255 m ü. NN) ist mittel bis leicht. Die Pisten verfügen zumeist über Schlepp- oder Sessellifte. Neben Ski- und Snowboardverleih werden im Ort auch Schneemobil-, Pferdekutschfahrten und Reiten angeboten.
Auch im Sommer erfreut sich Bakuriani zunehmend als beliebtes Erholungs- und Wandergebiet.

## Sehenswürdigkeiten
Der 1910 gegründete Botanische Garten von Bakuriani ist 17 ha groß. Er zeigt rund 1200 alpine Pflanzen aus verschiedenen Kaukasusregionen, etwa 300 Pflanzen aus Asien sowie 66 verschiedene kaukasische Bäume und exotische Pflanzen. Seit 1937 wird er von der Georgischen Akademie der Wissenschaften verwaltet.

## Wissenswert
Oberhalb Bakurianis verläuft die Baku-Tiflis-Ceyhan-Pipeline. Weil der Ort zugleich in einer erdbebengefährdeten Region liegt, ist die Trasse bei Umweltschützern umstritten.

## Söhne und Töchter der Stadt
- Koba Zakadse (* 1934), Skispringer
- Kachaber Zakadse (* 1969), Skispringer
- Lewan Abramischwili (* 1970), Skirennläufer
- Surab Dschidschischwili (* 1973), Skirennläufer
- Nodar Kumaritaschwili (1988–2010), Rennrodler
- Dawit Minasiani (* 1992), Skispringer
- Giorgi Sogoiani (* 1997), Rennrodler